# 東和大学
東和大学（とうわだいがく、英語: TOHWA UNIVERSITY）は、福岡県福岡市南区筑紫丘1丁目1番1号に本部を置いていた日本の私立大学である。1967年に設置され、2011年に廃止された。大学の略称は東和大。

## 概要
工学部のみの単科大として開校したが、2005年度に赤字に転落し、2006年度には初の定員割れとなった。学校法人福田学園（現 学校法人純真学園）は、在校生が卒業する2009年度をもって廃校する方針を決め、2007年度に学生募集を停止した。学校法人側は「存続に向けて文系学部の新設など学部改編を試みたが、教授会が反発した」としている。2011年10月17日（文部科学省認可日）をもって閉学した。
運営母体の学校法人純真学園は東和大学を閉学するとともに、2011年度に医療・看護系大学である純真学園大学を旧東和大学と同一地に設置した。

## 学部・学科・コース
- 工学部
  - 電気工学科
    - マルチメディアコース

  - 環境デザイン工学科
    - 建築・住環境デザインコース
    - 環境土木コース
    - 自然環境システムコース

  - 情報学科
    - 情報システムコース
    - 経営情報マネージメントコース

  - 医療電子工学科
    - 電子システム工学コース
    - 臨床工学コース

  - 建設工学科
    - 土木工学コース

## 沿革
- 1967年
  - 2月7日 - 東亜共立大学を設置[3]。
  - 7月4日 - 東亜共立大学を東和大学に名称変更[3]。
- 1977年 - 東和大学国際教育研究所創設。
- 1990年 - 東和大学中央科学研究所創設。
- 1997年 - 福田学園本館竣工。
- 2000年 - 東和大学 建築棟 バイオ棟完成。
- 2001年 - 東和大学中央科学研究所廃止。
- 2003年 - 東和大学国際教育研究所廃止。
- 2007年 - 東和大学工学部募集停止。
- 2011年 - 閉校。

## 交通
西日本鉄道天神大牟田線 大橋駅

## 東和大学出身の有名人
- 山下まゆみ（柔道選手、シドニーオリンピック銅メダル）
- 五味川みどり（柔道選手、1998年正力杯優勝）
- 濱野千穂（柔道選手）
- 浜崎朱加（総合格闘家、米国Invicta FC世界アトム級王者）
- 佐藤健太郎（GMOペパボ株式会社代表取締役社長）

## 附属施設
- 東和大学・純真女子短期大学附属図書館

## 附属校
- 純真高等学校 - かつての附属校＝東和大学附属東和高等学校
- 昌平中学・高等学校 - かつての附属校＝東和大学附属昌平高等学校

## 関連校
- 純真学園大学
- 純真短期大学
- 埼玉純真短期大学